# 哈默斯胡斯

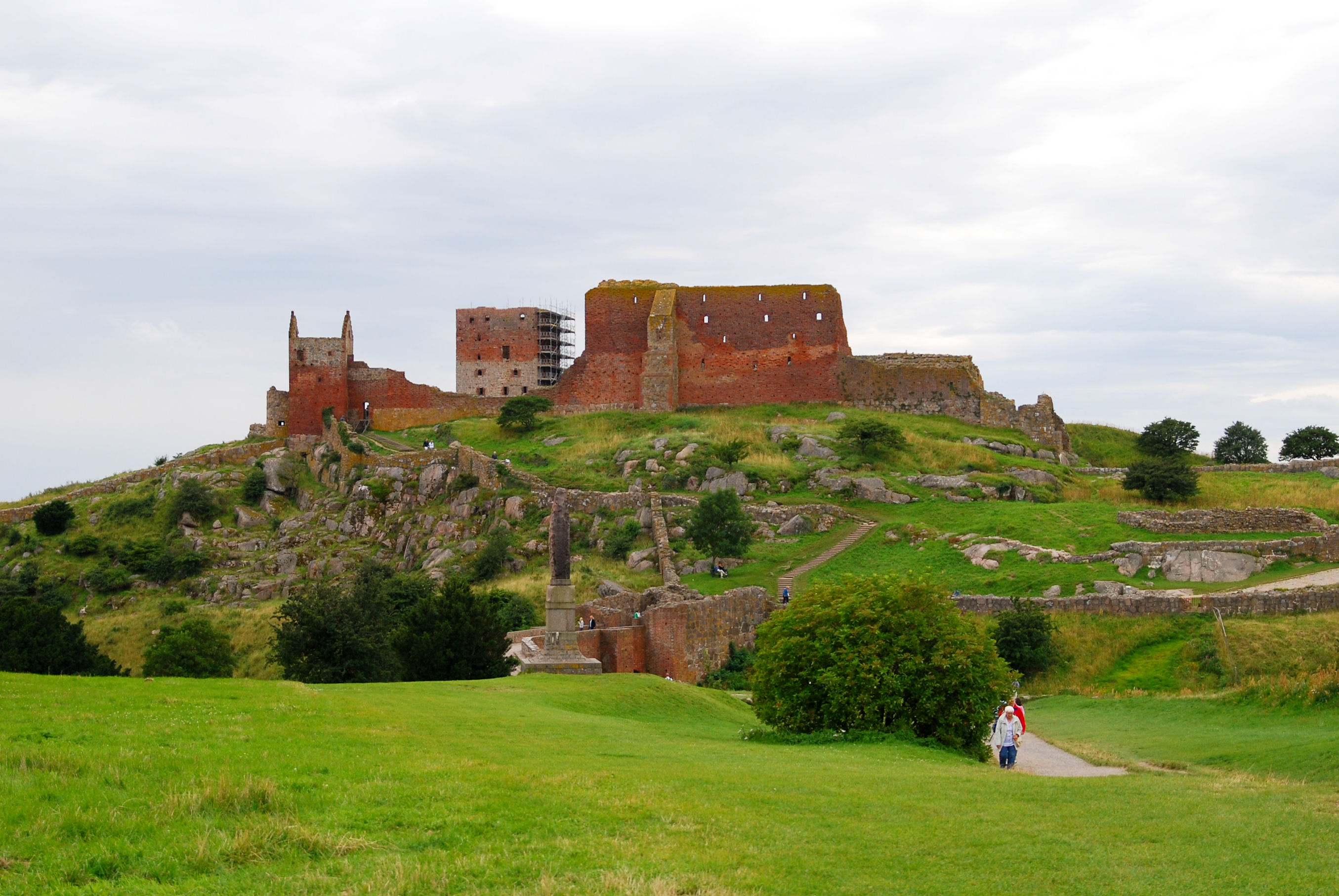
哈默斯胡斯

哈默斯胡斯（Hammershus）是斯堪迪納維亞地區最大的中世紀防禦系統，修建於13世紀。人們曾認為哈默斯胡斯是大主教的私人住宅，但現在已經通過考古確認哈默斯胡是一個防禦系統。哈默斯胡斯由丹麥國家博物館管理。現存的哈默斯胡斯建築包括了城堡、石牆等部分。